# Claude Makovski
Pour les articles homonymes, voir Makovski.
Claude Makovski est un producteur, acteur, scénariste et réalisateur français, né le 31 juillet 1936 à Paris et mort le 4 août 2020 à Genève.

## Biographie

### Carrière
En 1956, cinéphile passionné, Claude Makovski décide de devenir producteur de films. L'expérience s'avère catastrophique. Il perd dans l’aventure l’intégralité du capital dont il disposait à l’époque.
Sans se décourager, il repart à zéro. Mais, cette fois, il apprend le métier en passant par tous les échelons. Après avoir été projectionniste, il assure la direction du cinéma Le Passy qu’il fait adhérer à l’Association française des cinémas d'art et d'essai, association dont il est lui-même administrateur. Il expérimente ensuite la distribution avec Les bourreaux meurent aussi de Fritz Lang.
Il fait construire, à Paris, rue du Dragon, une nouvelle salle de cinéma Le Dragon, dont il est copropriétaire, programmateur et administrateur. Il organise différents « cycles » et « festivals » : Western Story, Le Congrès de l’Abominable ou L’Écran démoniaque. Il devient administrateur de la Société des éditions de l’Étoile, éditrice des Cahiers du cinéma.
À 28 ans, il crée, avec Nelly Kaplan, la société Cythère Films. Ils produisent une dizaine de courts métrages dont Le Regard Picasso (52 min) qui obtient le Lion d'or au Festival de Venise 1967. Parallèlement, Makovski organise le département distribution de la société de Claude Lelouch Les Films 13.
En septembre 1968, il écrit un synopsis intitulé La Fille d’amour : ce premier jet aboutit au scénario de 200 pages de La Fiancée du pirate, conçu en collaboration avec Nelly Kaplan.

### Mort
Il meurt le 4 août 2020 à Genève à l'âge de 84 ans, des suites de la maladie de Parkinson. Ses obsèques se tiennent dans l'intimité à La Roquette-sur-Siagne, où il est inhumé.

## Filmographie

### Réalisateur
- 1970 : Au verre de l'amitié (court métrage, d'après B. Traven)
- 1975 : Il faut vivre dangereusement

### Producteur
- 1967 : Le Regard Picasso de Nelly Kaplan
- 1969 : La Fiancée du pirate de Nelly Kaplan
- 1971 : Papa les p'tits bateaux de Nelly Kaplan
- 1979 : Charles et Lucie de Nelly Kaplan
- 1983 : Abel Gance et son Napoléon de Nelly Kaplan
- 1987 : Pattes de velours de Nelly Kaplan
- 1991 : Plaisir d'amour de Nelly Kaplan

### Assistant réalisateur
- 1968 : 13 jours en France de Claude Lelouch

### Acteur
- 1964 : Bande à part de Jean-Luc Godard
- 1969 : La Fiancée du pirate de Nelly Kaplan
- 1971 : Papa les p'tits bateaux de Nelly Kaplan
- 1976 : Néa de Nelly Kaplan
- 1982 : Ce fut un bel été de Jean Chapot
- 1987 : Pattes de velours de Nelly Kaplan
- 1988 : Le Crépuscule des loups de Jean Chapot
- 1990 : Lacenaire de Francis Girod
- 1991 : Plaisir d'amour de Nelly Kaplan
- 1991 : Les mouettes de Jean Chapot : le photographe
- 1992 : Honorin et la Loreleï de Jean Chapot : le photographe
- 1993 : Polly West est de retour de Jean Chapot : le photographe
- 1994 : Honorin et l'enfant prodigue de Jean Chapot : le photographe